# Czarny Potok (dopływ Jasiołki)
Czarny Potok – potok, lewy dopływ Jasiołki o długości 11,3 km.
Źródło potoku znajduje się na południe od Glinika Polskiego, przez który następnie przepływa, a następnie płynie pomiędzy Umieszczem i Wrocanką oraz Umieszczem i Tarnowcem. Wpada do Jasiołki we wsi Gliniczek.
W potoku żyją takie gatunki ryb jak okoń, kiełb, kleń, jelec, ukleja, piekielnica, strzebla potokowa, śliż, płoć. Można spotkać także małże, raki amerykańskie oraz kolonie chruścików.